# جون إل. بورنس
جون إل. بورنس (بالإنجليزية: John L. Burns)‏ هو عسكري أمريكي، ولد في 5 سبتمبر 1793 في بورلينغتون في الولايات المتحدة، وتوفي في 4 فبراير 1872 في نيويورك في الولايات المتحدة.